# Adrià Guerrero
Adrián Guerrero Aguilar, meglio noto come Adrià Guerrero (Blanes, 28 gennaio 1998), è un calciatore spagnolo, difensore del Debrecen.

## Caratteristiche tecniche
È un terzino sinistro.

## Carriera
Cresciuto nella cantera del Barcellona, inizia la propria carriera professionistica nel Reus, dove debutta il 19 agosto 2018 in occasione dell'incontro perso 2-0 contro il Las Palmas; sei mesi più tardi viene ceduto al Valencia che lo aggrega alla propria seconda squadra. Il 4 luglio 2020 debutta nella Liga giocando il match pareggiato 2-2 contro il Granada.
Al termine della stagione viene ceduto in prestito al Lugano fino a giugno 2021.

## Statistiche
Statistiche aggiornate al 22 aprile 2021.

### Presenze e reti nei club
| Stagione        | Squadra           | Campionato      | Campionato | Campionato | Coppe nazionali | Coppe nazionali | Coppe nazionali | Coppe continentali | Coppe continentali | Coppe continentali | Altre coppe | Altre coppe | Altre coppe | Totale | Totale | Totale |
| Stagione        | Squadra           | Comp            | Pres       | Reti       | Comp            | Pres            | Reti            | Comp               | Pres               | Reti               | Comp        | Pres        | Reti        | Pres   | Reti   |        |
| --------------- | ----------------- | --------------- | ---------- | ---------- | --------------- | --------------- | --------------- | ------------------ | ------------------ | ------------------ | ----------- | ----------- | ----------- | ------ | ------ | ------ |
| 2018-gen. 2019  | Reus              | SD              | 7          | 0          | CR              | 1               | 0               |                    | -                  | -                  |             | -           | -           | 8      | 0      |        |
| gen.-giu. 2019  | Valencia Mestalla | SDB             | 12         | 1          |                 | -               | -               |                    | -                  | -                  |             | -           | -           | 12     | 1      |        |
| 2019-2020       | Valencia Mestalla | SDB             | 28         | 1          |                 | -               | -               |                    | -                  | -                  |             | -           | -           | 28     | 1      |        |
| 2019-2020       | Valencia          | PD              | 2          | 0          | CR              | 0               | 0               |                    | -                  | -                  |             | -           | -           | 2      | 0      |        |
| 2020-2021       | Lugano            | ASL             | 28         | 0          | CS              | 1               | 0               |                    | -                  | -                  |             | -           | -           | 29     | 0      |        |
| Totale carriera | Totale carriera   | Totale carriera | 77         | 2          |                 | 2               | 0               |                    | -                  | -                  |             | -           | -           | 79     | 2      |        |

## Palmarès

### Competizioni nazionali
- Campionato svizzero: 1

Zurigo: 2021-2022